# Mały Skoruszowy Żleb

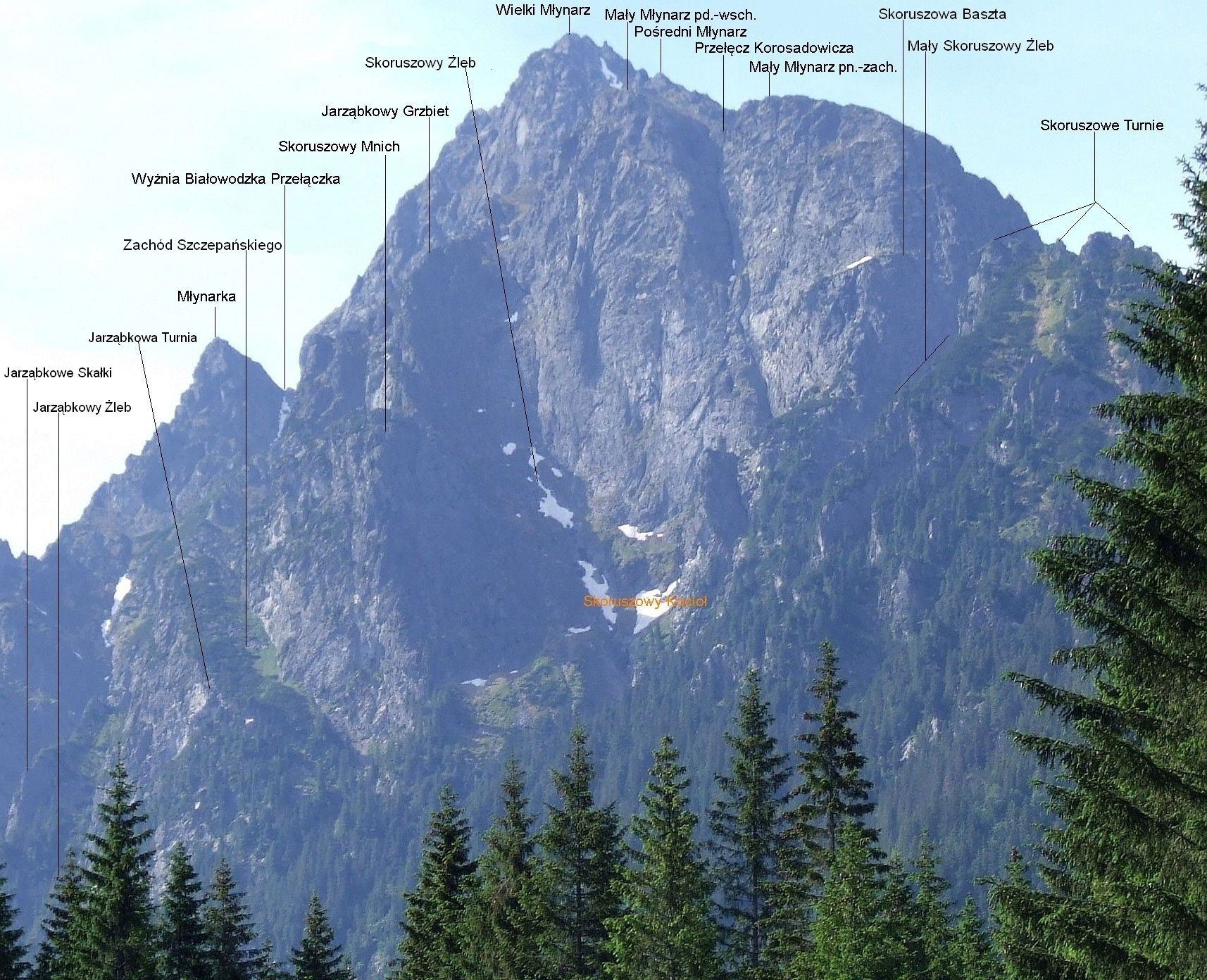

Mały Skoruszowy Żleb (słow. Malý skoruší žľab) – żleb w masywie Młynarza w słowackich Tatrach Wysokich. Ma początek u podstawy ściany opadającej spod Wyżniej Skoruszowej Przełęczy. Żleb opada w kierunku wschodnim. Mniej więcej w połowie wysokości Małego Młynarza uchodzi do Skoruszowego Żlebu. Jest jego orograficznie lewą odnogą.
Orograficznie prawe ograniczenie Małego Skoruszowego Żlebu tworzy ściana niższego wierzchołka Małego Młynarza i Skoruszowej Turni. Lewe ograniczenie tworzy grzęda odchodząca od masywu Skoruszowej Turni. Opadające do żlebu zbocza grzędy porasta bujna kosodrzewina z limbami. Do Skoruszowego Żlebu Mały Skoruszowy Żleb opada skalnym progiem o wysokości około 50 m. Lewa, najniższa część tego progu opada ze Skoruszowej Baszty.
Autorem nazwy żlebu jest Władysław Cywiński. Przez Mały Skoruszowy Żleb prowadzą taternickie drogi wspinaczkowe.